# Xenochlorodes aureliaria
Xenochlorodes aureliaria är en fjärilsart som beskrevs av Pierre Millière 1864. Xenochlorodes aureliaria ingår i släktet Xenochlorodes och familjen mätare. Inga underarter finns listade i Catalogue of Life.